# Harrison (Tennessee)
Harrison is een plaats (census-designated place) in de Amerikaanse staat Tennessee, en valt bestuurlijk gezien onder Hamilton County.

## Demografie
Bij de volkstelling in 2000 werd het aantal inwoners vastgesteld op 7630.

## Geografie
Volgens het United States Census Bureau beslaat de plaats een oppervlakte van
23,7 km², waarvan 18,9 km² land en 4,8 km² water. Harrison ligt op ongeveer 159 m boven zeeniveau.

## Plaatsen in de nabije omgeving
De onderstaande figuur toont nabijgelegen plaatsen in een straal van 12 km rond Harrison.